# Doug Kershaw
Douglas James Kershaw (24 januari 1936) is een Amerikaanse violist, zanger en songwriter uit Louisiana. Kershaw begon hij zijn carrière in 1948 als onderdeel van het duo Rusty en Doug, samen met zijn broer, Rusty Kershaw. Hij had een uitgebreide solocarrière met vijftien albums en singles die in de hitlijsten van Hot Country Songs stonden. Hij is ook sinds 2009 opgenomen in de Louisiana Music Hall of Fame.

## Jeugd
Kershaw werd geboren in Tiel Ridge in het district Cameron Parish in Louisiana, waar zich eind 18e eeuw veel Franstalige Canadezen vestigden. Kershaw leerde pas Engels toen hij acht was. Tegen die tijd had hij wel de viool onder de knie, die hij vanaf zijn vijfde speelde, en was hij op weg om nog eens 28 andere instrumenten te leren bespelen. Zijn eerste optreden was in een plaatselijke bar, de Bucket of Blood, waar hij werd begeleid door zijn moeder, Mama Rita, op gitaar.
Kershaw hoorde voor het eerst Cajun-bands tijdens feesten die zijn ouders op de woonboot van de familie organiseerden. Hij raakte geïnteresseerd in die cajunmuziek.

## Doug en Rusty
Doug groeide op in een omgeving met cajunmuziek, voornamelijk op viool en accordeon. Nadat hij zijn broer Rusty gitaar had leren spelen, vormde hij in 1948 een band, de "Continental Playboys", samen met Rusty en zijn oudere broer Nelson "Peewee" Kershaw. Na het vertrek van Peewee uit de groep, begin jaren vijftig, bleven Rusty & Doug optreden als duo. In 1955, toen Kershaw negentien was, traden zij op tijdens de Louisiana Hayride KWKH -radio-uitzending in Shreveport, Louisiana. De twee traden ook op tijdens de WWVA Jamboree (later omgedoopt tot Jamboree USA), in Wheeling (West Virginia).
Hoewel de broers aanvankelijk in het Frans zongen, haalde JD "Jay" Miller, eigenaar van het label Feature Records, hen over om Engelstalige liedjes in hun repertoire op te nemen. In 1955 namen Doug en Rusty hun eerste single "So Lovely, Baby" op. Uitgebracht op het Hickory-label, bereikte het nummer nummer 14 in de country-hitlijsten. Later datzelfde jaar werden Doug en Rusty uitgenodigd om lid te worden van de Louisiana Hayride-cast. De Kershaws verschenen in de Grand Ole Opry in Nashville, Tennessee en werden het jaar daarop vaste leden van de cast van Opry. Ondanks de eisen van zijn muzikantenberoep, schreef Doug zich in aan de McNeese State University in Lake Charles, Louisiana, waar hij een bachelorgraad in wiskunde behaalde. Op het hoogtepunt van hun vroege carrière, in 1958, meldden Doug en Rusty zich allebei bij het Amerikaanse leger, waarin zij dienden tot hun ontslag drie jaar later.

## "Louisiana Man" en solocarrière
Nadat ze hun militaire dienstplicht hadden vervuld, namen de twee broers " Louisiana Man " op, een autobiografisch lied dat Doug had geschreven toen hij in het leger zat. Van het nummer zijn niet alleen miljoenen exemplaren verkocht, maar in de loop der jaren is het beschouwd als een standaard van moderne Cajun-muziek. Het nummer werd uiteindelijk gecoverd door meer dan 800 artiesten.
Er werden door het duo drie albums opgenomen voor Hickory Records, waarvan er slechts één werd uitgebracht voordat het duo uit elkaar ging. De eerste was Rusty en Doug Sing Louisiana Man (LPM 103) in 1961. Kershaw (Genus Cambarus) (LPS 163) werd pas uitgebracht in 1972 en was een dubbel-LP. Louisiana Man (HR 4506) was het derde Hickory-album, uitgebracht in 1974. In 1964 hadden de broers ervoor gekozen om ieder hun eigen weg te gaan. Het duurde nog drie jaar voordat Kershaw in 1967 een contract tekende bij BMI.
In juni 1969 maakte Kershaw zijn eerste televisieoptreden bij de eerste Johnny Cash Show. Na het zien van Kershaw's optreden in de Johnny Cash Show raakte de toen 8-jarige Mark O'Connor geïnspireerd om viool te leren spelen. Hij sloot het jaar af met een optreden van een week in Fillmore East in New York als openingsact voor Eric Claptons Derek and the Dominos. Hoewel het voor veel rock- en popfans leek alsof Kershaw uit het niets was verschenen, had hij al meer dan 18 miljoen exemplaren verkocht van de platen die hij begin jaren '60 met zijn broer Rusty had gemaakt. "Louisiana Man" was in 1961 een Top 10 countryhit geweest en de opvolger, "Diggy Liggy Lo", had het bijna net zo goed gedaan. Zijn optreden voor een groter publiek leidde ertoe dat Warner Bros. Records een langetermijncontract met hem tekende. In juli 1969 trad hij op tijdens het folkfestival in Newport, samen met onder meer Joni Mitchell, Arlo Guthrie, Ramblin Jack Elliott en Big Mama Thornton. Nieuwkomers dat jaar waren Don McLean, James Taylor en Jerry Jeff Walker. In november 1969 werd "Louisiana Man" door de bemanning van de Apollo 12 in hun maanmissie terug naar de aarde uitgezonden. Buiten de zuidelijke streken raakte Kershaw ook algemeen bekend in de rest van Amerika toen hij ging spelen in de grote stedelijke concertzalen.
In 1970 droeg Kershaw een vioolpartij bij aan de single 'Alice's Rock and Roll Restaurant' van Arlo Guthrie. Hij speelde ook mee op Bob Dylans Self Portrait.
In 1971 zong en speelde Kershaw viool in 'Zachariah The ballad of Job Cain', in de western Zachariah. Job Cain was een outlaw in de film gespeeld door drummer Elvin Jones, de film had hoofdrollen voor Don Johnson en John Rubinstein en daarnaast muziek van o.a. de band Country Joe and the Fish en het duo "White Lightnin'"
Het vioolspel van Kershaw was te zien in de film Dollars uit 1971 van Richard Brooks.
In 1972 speelde Kershaw elektrische viool in Grand Funk's "Flight of the Phoenix" op hun LP Phoenix. Capitool SMAS 11099

## Latere carrière
Ondanks het succes van zijn solocarrière werd Kershaw geplaagd door depressie en verdriet. Zijn vader had zelfmoord gepleegd toen hij nog maar zeven was. Kershaw trouwde op 21 juni 1975 in de Houston Astrodome en begon met zijn vrouw Pam aan zijn eigen gezin met vijf zonen: Douglas, Victor, Zachary, Tyler en Elijah. Zijn zoon Tyler speelt drums in zijn band en is manager van zijn shows.
In 1978 verscheen Kershaw kort als violist in de film Days of Heaven.
Met "Hello Woman" had Kershaw zijn best verkopende hit, dat de countrymuziek Top 40 bereikte. In 1984 kwam er een einde aan Kershaws strijd tegen drugs- en alcoholmisbruik en veranderde zijn voorheen grillige gedrag ten goede.
In 1988 nam hij een duet op, "Cajun Baby", met Hank Williams, Jr., dat een Top 50 countryhit werd. Kershaw bracht in 1999 een Franstalig album uit, Two Step Fever, en Michael Doucet van Beausoleil is te horen op het duet "Fievre De Deux Etapes". Hot Diggity Doug kwam medio 2000 uit en Still Cajun After All These Years volgde begin 2001. Zijn broer Rusty stierf op 23 oktober 2001.
Kershaw bezat en exploiteerde voorheen The Bayou House, een restaurant in Lucerne, Colorado, maar nam in 2007 afscheid van zijn partners vanwege zijn ongenoegen over het management en de ambiance.
In 2009 werd Doug opgenomen in de Louisiana Music Hall of Fame.
Dougs achterneef is countrymuziekster Sammy Kershaw.

## Discografie

### Albums
| Jaar | Album                    | Hoogste positie | Hoogste positie | Hoogste positie | Label        |
| Jaar | Album                    | US Country      | AUS             | CAN             | Label        |
| ---- | ------------------------ | --------------- | --------------- | --------------- | ------------ |
| 1969 | The Cajun Way            | —               | —               | —               | Warner Bros. |
| 1970 | Spanish Moss             | —               | —               | 86              | Warner Bros. |
| 1971 | Doug Kershaw             | —               | —               | —               | Warner Bros. |
| 1972 | Swamp Grass              | —               | —               | —               | Warner Bros. |
| 1972 | Devil's Elbow            | —               | —               | —               | Warner Bros. |
| 1973 | Douglas James Kershaw    | —               | —               | —               | Warner Bros. |
| 1974 | Mama Kershaw's Boy       | 14              | —               | —               | Warner Bros. |
| 1975 | Alive & Pickin'          | 32              | 95              | —               | Warner Bros. |
| 1976 | Ragin' Cajun             | 44              | —               | —               | Warner Bros. |
| 1977 | Flip, Flop & Fly         | 47              | —               | —               | Warner Bros. |
| 1978 | The Louisiana Man        | —               | —               | —               | Warner Bros. |
| 1979 | Louisiana Cajun Country  | —               | —               | —               | Starfire     |
| 1981 | Instant Hero             | —               | —               | —               | Scotti Bros. |
| 1989 | Hot Diggidy Doug         | —               | —               | —               | BGM          |
| 1989 | The Best of Doug Kershaw | —               | —               | —               | Warner Bros. |

### Singles
| Jaar | Single                                 | Hoogste positie | Hoogste positie | Album                                  | Label             |
| Jaar | Single                                 | US Country      | CAN Country     | Album                                  | Label             |
| ---- | -------------------------------------- | --------------- | --------------- | -------------------------------------- | ----------------- |
| 1967 | "Ain't Gonna Get Me Down"              | —               | —               | single only                            | K-Ark             |
| 1969 | "You Fight Your Fight (I'll Fight Me)" | —               | —               | The Cajun Way                          | Warner Bros.      |
| 1969 | "Diggy Liggy Lo"                       | 70              | 1               | The Cajun Way                          | Warner Bros.      |
| 1970 | "Orange Blossom Special"               | —               | 9               | Spanish Moss                           | Warner Bros.      |
| 1970 | "Natural Man"                          | —               | —               | Doug Kershaw                           | Warner Bros.      |
| 1971 | "Mama Said Yeah"                       | —               | —               | Doug Kershaw                           | Warner Bros.      |
| 1971 | "Play, Fiddle, Play"                   | —               | —               | Doug Kershaw                           | Warner Bros.      |
| 1972 | "My Sally Jo"                          | —               | —               | Devil's Elbow                          | Warner Bros.      |
| 1972 | "Jamestown Ferry"                      | —               | —               | Devil's Elbow                          | Warner Bros.      |
| 1974 | "Mama's Got the Know How"              | 77              | 83              | Mama Kershaw's Boy                     | Warner Bros.      |
| 1974 | "Nickel in My Pocket"                  | —               | —               | Mama Kershaw's Boy                     | Warner Bros.      |
| 1974 | "All You Want to Do Is Make Kids"      | —               | —               | alleen op single                       | Warner Bros.      |
| 1974 | "Louisiana Sun"                        | —               | —               | alleen op single                       | Pacemaker         |
| 1976 | "It Takes All Day to Get Over Night"   | 76              | —               | Ragin' Cajun                           | Warner Bros.      |
| 1976 | "House Husband"                        | —               | —               | Ragin' Cajun                           | Warner Bros.      |
| 1977 | "I'm Walkin'"                          | 96              | —               | Flip, Flop & Fly                       | Warner Bros.      |
| 1977 | "You Won't Let Me"                     | —               | —               | Flip, Flop & Fly                       | Warner Bros.      |
| 1978 | "Marie"                                | —               | —               | The Louisiana Man                      | Warner Bros.      |
| 1981 | "Hello Woman"                          | 29              | —               | Instant Hero                           | Scotti Bros.      |
| 1981 | "Instant Hero"                         | —               | —               | Instant Hero                           | Scotti Bros.      |
| 1982 | "Keep Between the Ditches"             | —               | —               | The Dukes Of Hazzard (Various Artists) | Scotti Bros.      |
| 1985 | "My Toot-Toot" (met Fats Domino)       | —               | —               | Hot Diggidy Doug                       | Toot Toot Recordz |
| 1988 | "Cajun Baby" (met Hank Williams, Jr.)  | 52              | —               | Hot Diggidy Doug                       | BGM               |
| 1989 | "Boogie Queen"                         | 66              | —               | Hot Diggidy Doug                       | BGM               |

## Relevante lectuur
- Kershaw, Doug met Cathie Pelletier. 2019. The Ragin' Cajun: memoir of a Louisiana Man. Macon, GA: Mercer University Press.